# Schoenoxiphium strictum
Schoenoxiphium strictum là loài thực vật có hoa trong họ Cói. Loài này được Kukkonen miêu tả khoa học đầu tiên năm 1986.